# Bergeggi
Bergeggi (Berzezzi en langue ligurienne) est une commune de la province de Savone, dans la région  Ligurie, en Italie.

## Administration
| Période                                  | Période  | Identité          | Étiquette    | Qualité |
| ---------------------------------------- | -------- | ----------------- | ------------ | ------- |
| 14 juin 2004                             | En cours | Gianluigi Galesso | Lista Civica |         |
| Les données manquantes sont à compléter. |          |                   |              |         |

### Communes limitrophes
Spotorno, Vado Ligure.

### Évolution démographique
Habitants recensés